# Doddakari, Bangarapet
Doddakari là một làng thuộc tehsil Bangarapet, huyện Kolar, bang Karnataka, Ấn Độ.